# Jan Dolenský
Jan Dolenský, křtěný Jan Křtitel (19. června 1859 Trojánky Jesenný - 2. listopadu 1933 Praha), byl český pedagog, spisovatel, překladatel a publicista.

## Život
Jan Dolenský se narodil nedaleko obce Jesenný na samotě zvané Trojánky v rodině truhláře Josefa Dolenského a jeho ženy Anežky rodem Šourkové z Bozkova. Obecnou školu navštěvoval v Jesenném a poté v letech 1871-1874 reálné gymnázium v Mladé Boleslavi. V dalším studiu pokračoval v Praze na učitelském ústavu, kde v roce 1878 maturoval a poté vyučoval na venkovských školách. V roce 1880 se vrátil do hlavního města a zde na místních měšťanských školách rozvíjel vedle pedagogické i osvětovou a literární činnost. Současně přispíval do pedagogických časopisů a listů určených dětem a mládeži. V roce 1883 se oženil s Barborou Jirouškovou a roku 1884 se jim narodil syn Antonín.
Od 1883 se věnoval učňovskému školství, působil na živnostenských pokračovacích školách, organizoval vzdělávací a výchovné kursy. V letech 1894/95–1897 působil jako redaktor jeho ilustrovaného beletristického dvouměsíčníku "Květy mládeže". V letech 1902–1921 byl až do důchodu ředitelem měšťanské dívčí školy na Novém Městě. V roce 1909 se účastnil pedagogického sjezdu v Bruselu, v roce 1910 se zasloužil o otevření Pedagogického ústavu v Praze a stal se spoluzakladatelem Bolzanova sirotčince. Jan Dolenský zemřel v Praze v únoru roku 1933 a pohřben byl v na Olšanech.
Rok po jeho smrti se na samotě Trojánky v Krkonoších konal pietní obřad. Rodáci a učitelé z širokodaleka odhalili na jeho rodném domku pamětní desku.

## Dílo (výběr)
- 1886 Přírodopisné obrázky společně s Bohumírem Paterou
- 1888 Metodické výklady z oboru přírodopisného a přírodozpytného[6]
- 1889 Z přírody
- 1891 Dobroděj[7]
- 1993 Jitřenka
  - Obrázkové dějiny národa českého, společně s Antonínem Rezkem[8]
- 1894 Z našich i cizích krajův
- 1898 Doma i v cizině
- 1910 Praha ve své slávě i utrpení